# Cao Văn Ngọc
Cao Văn Ngọc (1897 - 27 tháng 3 năm 1961), là anh hùng Lực lượng vũ trang nhân dân của Việt Nam thời kỳ chiến tranh Việt Nam..

## Tiểu sử
Cao Văn Ngọc sinh năm 1897, dân tộc Kinh, quê ở xã An Ngãi, huyện Long Điền, tỉnh Bà Rịa – Vũng Tàu. Ông từng là Hương quản trong thời Pháp thuộc, tham gia cách mạng năm 1945. Sau năm 1955, ông là cơ sở liên lạc của cách mạng và bị bắt. Do tìm thấy tài liệu ở nhà ông nên quân địch đã tra tấn dã man nhưng ông vẫn không nhận. Năm 1959, ông bị đày ra Côn Đảo và được biết đến với biệt danh "ông già chuồng cọp". Ông hy sinh năm 1961, sau một trận đòn ác liệt, dã man ở Côn Đảo.

## Vinh danh
- Ông được truy tặng danh hiệu Anh hùng Lực lượng vũ trang nhân dân vào ngày 16 tháng 12 năm 1998.
- Tên ông được đặt tên cho một con đường ở Thành phố Hồ Chí Minh và một số ngôi trường ở Bà Rịa – Vũng Tàu[6].